# 沖縄県道254号幸地インター線
沖縄県道254号幸地インター線（おきなわけんどう254ごう こうちインターせん）は、沖縄県中頭郡西原町字翁長から同県同郡同町字幸地に至る路線として事業中の一般県道である。

## 概要
沖縄都市モノレール線（ゆいレール）てだこ浦西駅の開業に伴って同駅の北側隣接地に整備された1000台規模の駐車場により、同駅を那覇市街地方面へのパークアンドライド拠点として活用されているが、那覇市の慢性的な渋滞のさらなる軽減策としてその対象を沖縄自動車道の利用者に広げるため、てだこ浦西駅の南東方において事業中の幸地インターチェンジ（仮称）へ、沖縄県道38号浦添西原線から接続するための路線である。

### 路線データ
- 起点 : 沖縄県中頭郡西原町字翁長[4]
- 終点 : 沖縄県中頭郡西原町字幸地[4]

## 歴史
- 2014年（平成16年）4月22日 : 路線認定[4]。
- 2026年（令和8年）度 : 開通予定[5]。

## 路線状況
路線認定されているが、開通はしていない。2026年度の供用開始を目指して工事が行われている。

## 地理

### 通過する自治体
- 沖縄県
  - 中頭郡西原町